# 55e Grammy Awards

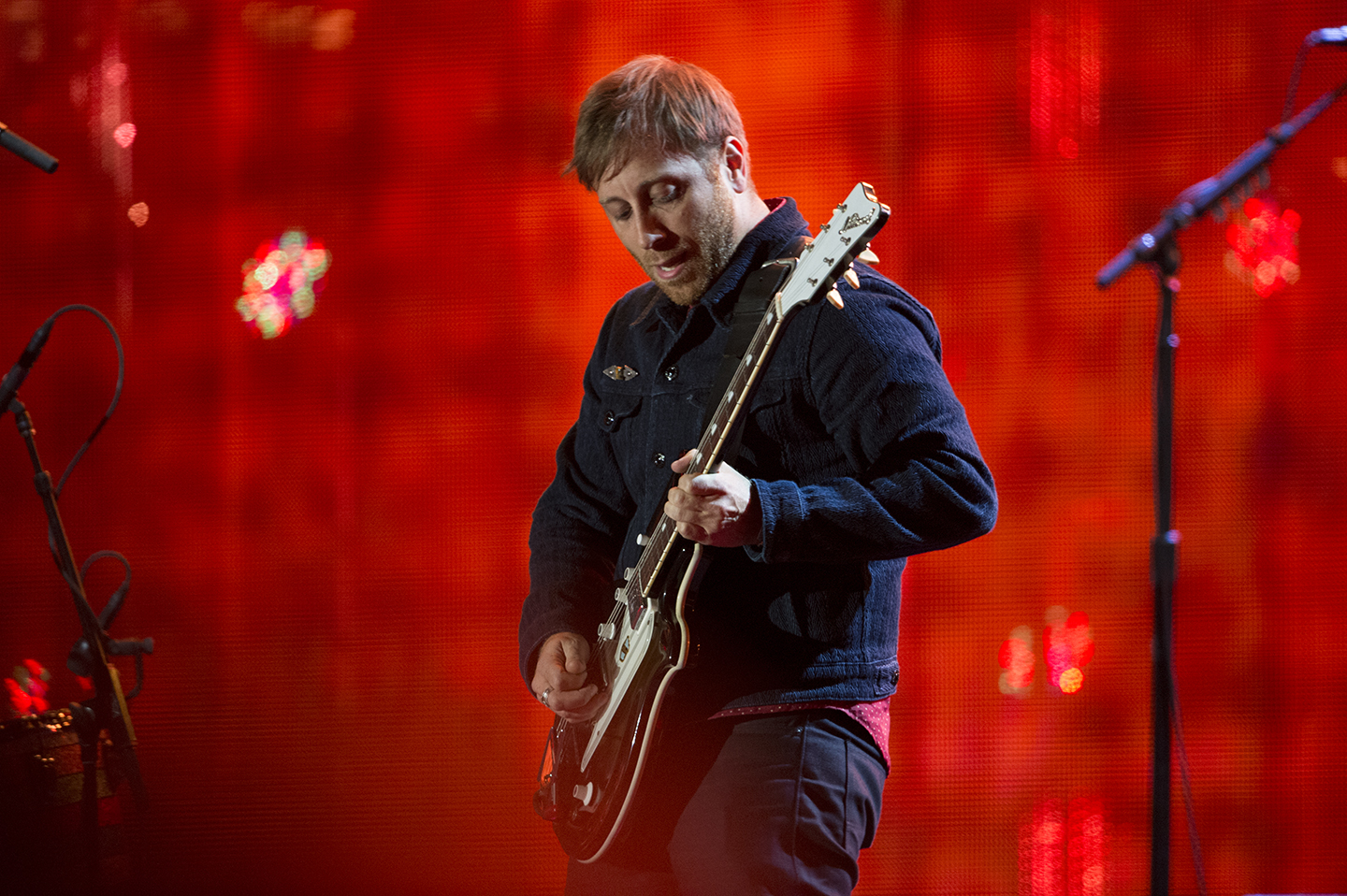
Dan Auerbach kreeg vier Grammy Awards, waaronder drie awards voor zijn producewerk in de groep The Black Keys.

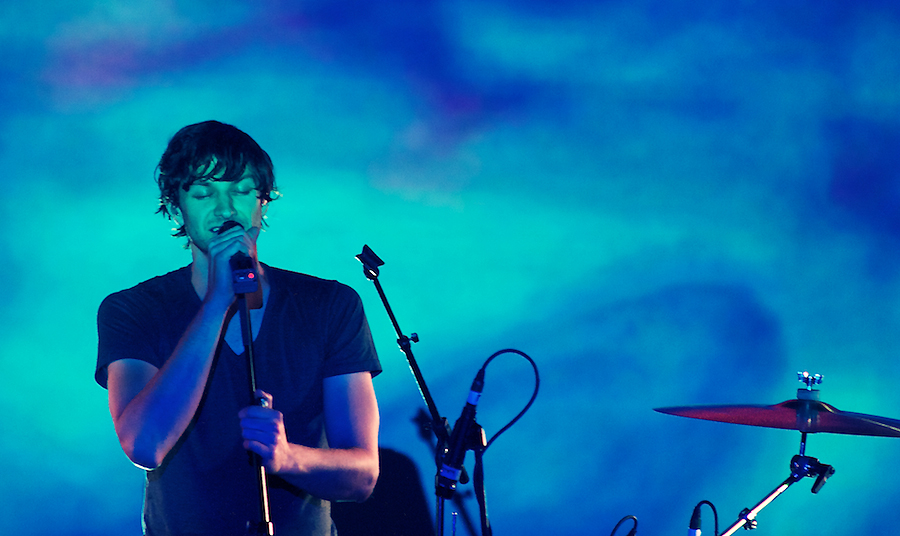
De in België geboren Gotye kreeg drie Grammy-nominaties, en wist deze uiteindelijk allemaal te verzilveren, waaronder de felbegeerde Record of the year, voor zijn wereldhit.

De 55e editie van de jaarlijkse Grammy Awards vond plaats op zondag 10 februari 2013 in het Staples Center en het Nokia Theater in Los Angeles. De hoofdshow met daarin de belangrijkste categorieën en optredens kwam vanuit het Staples Center; het voorprogramma (de zgn. "Pre-Telecast Ceremony") waarin ongeveer zeventig minder belangrijk geachte prijzen werden uitgereikt, kwam vanuit het Nokia Theater.
De hoofdshow werd live uitgezonden op de Amerikaanse tv-zender CBS; in Nederland werd de uitzending verzorgd door BNN. Het was voor het eerst dat de Grammy-uitreiking rechtstreeks op de Nederlandse tv werd uitgezonden.
De show werd, evenals in 2012, gepresenteerd door rapper LL Cool J.

## Categorieën en Nominaties
De organisatie, de  National Academy of Recording Arts and Sciences (NARAS), heeft in 81 categorieën nominaties en winnaars bekendgemaakt. Dat waren drie categorieën meer dan in 2012, toen er juist sprake was van een forse vermindering van het aantal categorieën. De drie nieuwe categorieën waren Best Classical Compendium (voor het beste verzamelalbum met klassieke muziek), Best Latin Jazz Album en Best Urban Contemporary Album.
De nominaties werden bekendgemaakt op 5 december 2012 in een live tv-uitzending vanuit Nashville. Fun., Frank Ocean, Mumford & Sons, Jay Z, Kanye West en Dan Auerbach (van The Black Keys) werden het vaakst genomineerd; zij ontvingen elk zes nominaties.

## Meeste Grammy's
Geen enkele artiest wist meer dan drie Grammy's te winnen, zodat er geen sprake was van een winnaar die ver boven de rest uitstak. Het was voor het eerst sinds 2001 dat niemand meer dan drie Grammy's won (waarbij aangetekend moet worden dat het met het terugbrengen van het aantal categorieën lastiger is geworden om heel veel Grammy's te winnen). Wel was het zo dat The Black Keys en Jay Z & Kanye West de respectievelijke Rock en Rap-genres domineerden, met voor The Black Keys en Jay Z & Kanye West winst in drie van de vier categorieën in hun specifieke genres.
- 3 Grammy Awards
  - Gotye
  - Skrillex
  - The Black Keys
  - Jay Z
  - Kanye West

Dan Auerbach van The Black Keys kreeg nog een extra Grammy als Producer of the Year, Non-Classical, waarmee zijn totaal op vier Grammy's komt.
- 2 Grammy Awards
  - Kimbra
  - Mumford & Sons
  - Fun.
  - Frank Ocean
  - Chick Corea
  - Esperanza Spalding
  - Matt Redman

De meeste nominaties zónder winst waren voor Nas, die vier keer was genomineerd. Vier artiesten kregen drie nominaties zonder Grammy: Jack White, Hunter Hayes, Bruce Springsteen en Marvin Sapp.
R&B-zanger Miguel werd vijf keer genomineerd, maar wist slechts één keer te winnen (voor Beste R&B song).
Jazz-musicus Gil Evans, overleden in 1988, kreeg postuum twee nominaties op persoonlijke titel en één op naam van het Gil Evans Project, een gelegenheidsgroep die na Gils dood is opgericht. Een van deze drie nominaties werd omgezet in winst (voor het beste instrumentale arrangement).
Naast Gil Evans was er nog een artiest die postuum een Grammy won. Dat was Ravi Shankar, die een prijs kreeg in de categorie Best World Music Album.
Voor veel winnaars was dit niet hun eerste Grammy. Dit waren de meest 'ervaren' Grammy-winnaars:
- 20e Grammy: Pat Metheny
- 19e, 20e en 21e Grammy: Kanye West
- 19e en 20e Grammy: Chick Corea
- 17e Grammy: Yo-Yo Ma
- 15e Grammy: Beyoncé (plus 2 Grammy's als zangeres van Destiny's Child)
- 14e, 15e en 16e Grammy: Jay Z
- 14e Grammy: Steve Epstein
- 13e Grammy: T Bone Burnett
- 12e Grammy: Jay David Saks
- 11e Grammy: Michael Tilson Thomas
- 10e Grammy: James Levine
- 10e Grammy: Bonnie Raitt
- 9e Grammy: Paul McCartney (plus 7 Grammy's als lid van The Beatles)
- 9e Grammy: Adele
- 9e Grammy: Richard King

## Lijst van winnaars

### Algemeen
- Record of the Year
  - Somebody That I Used To Know - Gotye & Kimbra
  - Gotye (producer); Gotye & Francois Tetaz (technici/mixers); William Bowden (mastering engineer)
- Album of the Year
  - Babel - Mumford & Sons
  - Markus Dravs (producer); Robin Baynton & Ruadhri Cushnan (technici/mixers); Bob Ludwig (mastering engineer)
- Song of the Year
  - Jack Antonoff, Jeff Bhasker, Andrew Dost & Nate Ruess (componisten) voor Some Nights (uitvoerenden: Fun. & Janelle Monáe)
- Best New Artist
  - Fun.

### Pop
- Best Pop Solo Performance (zanger[es])
  - Set Fire to the Rain (Live) - Adele
- Best Pop Duo/Group Performance (duo/groep)
  - Somebody That I Used To Know - Gotye & Kimbra
- Best Pop Instrumental Album
  - Impressions - Chris Botti
- Best Pop Vocal Album
  - Stronger - Kelly Clarkson
- Best Traditional Pop Vocal Album
  - Kisses on the Bottom - Paul McCartney

### Dance
- Best Dance Recording
  - Bangarang - Skrillex & Sirah
- Best Dance/Electronica Album
  - Bangarang - Skrillex

### Rock
- Best Rock Performance
  - Lonely Boy - The Black Keys
- Best Hard Rock/Metal Performance
  - Love Bites (So Do I) - Halestorm
- Best Rock Song
  - Dan Auerbach, Brian Burton & Patrick Carney (componisten) voor Lonely Boy (uitvoerenden: The Black Keys)
- Best Rock Album
  - El Camino - The Black Keys
- Best Alternative Music Album
  - Making Mirrors - Gotye

### R&B
- Best R&B Performance
  - Climax - Usher
- Best Traditional R&B Performance
  - Love on Top - Beyoncé
- Best R&B Song
  - Miguel Pimentel (componist) voor Adorn (uitvoerende: Miguel)
- Best Urban Contemporary Album
  - Channell Orange - Frank Ocean
- Best R&B Album
  - Black Radio - Robert Glasper Experiment

### Rap
- Best Rap Performance
  - Niggas in Paris - Jay-Z & Kanye West
- Best Rap/Sung Collaboration (Beste rap-opname met zang)
  - No Church in the Wild - Jay-Z & Kanye West ft. Frank Ocean & The Dream
- Best Rap Song
  - Shawn Carter (Jay-Z), Mike Dean, Chauncey Hollis & Kanye West voor Niggas in Paris (uitvoerenden: Jay-Z & Kanye West)
- Best Rap Album
  - Take Care - Drake

### Country
- Best Country Solo Performance
  - Blown Away - Carrie Underwood
- Best Country Duo/Group Performance
  - Pontoon - Little Big Town
- Best Country Song
  - Josh Kear & Chris Tompkins (componisten) voor Blown Away (uitvoerende: Carrie Underwood)
- Best Country Album
  - Uncaged - Zac Brown Band

### New Age
- Best New Age Album
  - Echoes of Love - Omar Akram

### Jazz
- Best Improvised Jazz Solo
  - Hot House - Chick Corea & Gary Burton
- Best Jazz Vocal Album
  - Radio Music Society - Esperanza Spalding
- Best Jazz Instrumental Album
  - Unity Band - Pat Metheny's Unity Band
- Best Large Jazz Ensemble Album
  - Dear Diz (Every Day I Think of You) - Arturo Sandoval
- Best Latin Jazz Album
  - Ritmo! - Clare Fischer Latin Jazz Big Band

### Gospel
- Best Gospel/Contemporary Christian Music Performance
  - 10,000 Reasons (Bless the Lord) - Matt Redman
- Best Gospel Song
  - Erica Campbell, Tiina Campbell & Warryn Campbell (componisten) voor Go Get It (uitvoernden: Mary Mary)
- Best Contemporary Christian Music Song
  - Jonas Myrin & Matt Redman (componisten) voor 10,000 Reasons (Bless the Lord) (uitvoerende: Matt Redman)
- Best Gospel Album
  - Gravity - Lecrae
- Best Contemporary Christian Music Album
  - Eye On It - TobyMac

### Latin
- Beste latin pop-album
  - MTV Unplugged (Deluxe Edition) - Juanes
- Best Latin Rock, Urban or Alternative Album
  - Imaginaries - Quetzal
- Best Regional Mexican Music/Tejano Album
  - Pecados y Milagros - Lila Downs
- Best Tropical Latin Album
  - Retro - Marlow Rosado y La Riqueña

### Folk/Roots
- Best Americana Album
  - Slipstream - Bonnie Raitt
- Best Bluegrass Album
  - Nobody Knows You - Steep Canyon Rangers
- Best Blues Album
  - Locked Down - Dr. John
- Best Folk Album
  - The Goat Rodeo Sessions - Yo-Yo Ma, Stuart Duncan, Edgar Meyer & Chris Thile
- Best Regional Roots Music Album (Regionale Amerikaanse muziek, bijvoorbeeld cajun, zydeco, polka, indianenmuziek en Hawaiïaanse muziek)
  - The Band Courtbouillon - Wayne Toups, Steve Riley & Wilson Savoy

### Reggae
- Best Reggae Album
  - Rebirth - Jimmy Cliff

### Wereldmuziek
- Best World Music Album
  - The Living Room Sessions Part 1 - Ravi Shankar

### Kinderrepertoire
- Best Children's Album
  - Can you Canoe? - The Okee Dokee Brothers

### Gesproken Woord
- Best Spoken Word Recording
  - Society's Child: My Autobiography - Janis Ian

### Comedy
- Best Comedy Recording
  - Blow Your Pants Off - Jimmy Fallon

### Musical
- Best Musical Theater Album
  - Once - A New Musical - Steve Kazee & Cristin Milioti (solilsten); Steven Epstein & Martin Lowe (producers) (uitvoerenden: Original Broadway Cast)

### Soundtracks
- Best Compilation Soundtrack for Visual Media (Voor muziek voor film/tv/videogames en andere visuele media, samengesteld uit eerder verschenen materiaal)
  - Midnight in Paris - Diverse uitvoerenden
- Best Score Soundtrack for Visual Media (Idem als boven, maar dan voor muziek die speciaal voor een film/tv-programma/videogame/etc. is geschreven)
  - The Girl with the Dragon Tattoo - Trent Reznor & Atticus Ross (componisten)
- Best Song Written for Visual Media
  - T-Bone Burnett, Taylor Swift, John Paul White & Joy Williams (componisten) voor Safe & Sound, uitgevoerd door Taylor Swift & The Civil Wars

### Compositie & Arrangementen
- Best Instrumental Composition
  - Mozart Goes Dancing - Chick Corea (componist) (uitvoerenden: Chick Corea & Gary Burton)
- Best Instrumental Arrangement
  - How About You - Gil Evans
- Best Instrumental Arrangement Accompanying Vocalist(s)
  - City of Roses - Thara Memory & Esperanza Spalding

### Hoezen
- Best Recording Package
  - Michael Amzalag & Matthias Augustyniak (ontwerpers) voor Biophilia, uitvoerende: Björk
- Best Boxed or Special Limited Edition Package
  - Fritz Klaetke (ontwerper) voor Woody at 100: The Woody Guthrie Centennial Collection, uitvoerende: Woody Guthrie
- Best Album Notes (Beste hoestekst)
  - Billy Vera (schrijver) voor Singular Genius: The Complete ABC Singles, uitvoerende: Ray Charles

### Bijzondere uitgaven
- Best Historical Album
  - The Smile Sessions (Deluxe Box Set) - Alan Boyd, Mark Linett, Brian Wilson & Dennis Wolfe (album producers); Mark Linett (mastering engineer) (uitvoerenden: Beach Boys)

### Productie & Techniek
- Best Engineered Album, Non-Classical (Beste techniek op een niet-klassiek album)
  - Richard King (technicus en mastering engineer) voor The Goat Rodeo Sessions (uitvoerenden: Yo-Yo Ma, Stuart Duncan, Edgar Meyer & Chris Thile)
- Best Engineered Album, Classical (Beste techniek op een klassiek album)
  - Tom Caulfield & John Newton (technici); Mark Donahue (mastering engineer) voor Life & Breath - Choral Works by René Clausen, uitvoerenden: Charles Bruffy & The Kansas City Chorale
- Producer of the Year (Non-Classical)
  - Dan Auerbach
- Producer of the Year (Classical)
  - Blanton Alspaugh
- Best Remixed Recording
  - Skrillex voor Promises (Skrillex & Nero Remix), uitvoerende: Nero
- Best Surround Sound Album
  - Jim Anderson (surround mix technicus), Darcy Proper (surround mastering engineer) & Michael Friedman (surround producer) voor Modern Cool, uitvoerende: Patricia Barber

### Klassieke Muziek
Alleen de vetgedrukte namen kregen een Grammy. Andere uitvoerenden die geen Grammy kregen, zoals solisten, orkesten, enz., zijn in kleine letters vermeld.
- Best Orchestral Performance
  - Adams: Harmonielehre & Short Ride in a Fast Machine - Michael Tilson Thomas (dirigent)
  - San Francisco Symphony, orkest
- Best Opera Recording
  - Wagner: Der Ring des Nibelungen - James Levine & Fabio Luisi (dirigenten); Hans-Peter König, Jay Hunter Morris, Bryn Terfel & Deborah Voigt (solisten); Jay David Saks (producer)
  - Metropolitan Opera Orchestra & Chorus
- Best Choral Performance
  - Life & Breath - Choral Works by René Clausen - Charles Bruffy (dirigent)
  - Matthew Gladden, Lindsey Lang, Rebecca Lloyd, Sarah Tannehill & Pamela Williamson (solisten); Kansas City Chorale (koor)
- Best Chamber Music/Small Ensemble Performance 
  - Meanwhile - Eighth Blackbird
- Best Classical Instrumental Solo
  - Kurtág & Ligeti: Music For Viola - Kim Kashkashian
- Best Classical Vocal Solo
  - Poèmes - Renee Fleming
  - Alan Gilbert & Seiji Ozawa (dirigenten); Orchestre National de France (orkest); L'Orchestre Philharmonique de Radio France (orkest)
- Best Classical Compendium (Verzameling van losse klassieke stukken, op één album bijeengebracht)
  - Penderecki: Fonogrammi; Horn Concerto; Partita; The Awakening Of Jacob; Anaklasis - Antoni Wit (dirigent); Aleksandra Nagórko & Andrzej Sasin (producers)
- Best Contemporary Classical Composition
  - Stephen Hartke (componist) voor Meanwhile - Incidental Music to Imaginary Puppet Plays (uitvoerenden: Eighth Blackbird)

### Video
- Best Short Form Music Video (Beste videoclip)
  - We Found Love - Rihanna & Calvin Harris (artiesten); Melina Matsoukas (regisseur); Juliette Larthe, Ben Sullivan, Candice Ouaknine & Inga Veronique (video producers)
- Best Long Form Music Video (Beste lange muziekvideo, bijvoorbeeld muziekdocumentaire of concertfilm)
  - Big Easy Express - Mumford & Sons, Edward Sharpe & The Magnetic Zeros & Old Crow Medicine Show (artiesten); Emmett Malloy (regisseur); Bryan Ling, Mike Luba & Tim Lynch (video producers)